# Mancomunidad Comarca de la Sidra
La Mancomunidad Comarca de la Sidra es una asociación de municipios de Asturias, España.

## Servicios
La Mancomunidad Comarca de la Sidra (MANCOSI) cuenta con los siguientes servicios:
- Servicio de desarrollo local.
- Servicio de juventud y cultura.
- Servicios de promoción de la mujer.
- Servicios sociales y atención a mayores.
- Servicio de Promoción y Desarrollo Turístico
- Parque de maquinaria.

## Municipios
Integran la Mancomunidad Comarca de la Sidra los siguientes municipios:
| Municipio    | Población | Superficie | Densidad |
| ------------ | --------- | ---------- | -------- |
| Bimenes      | 1.929     | 32,69      | 59,01    |
| Cabranes     | 1.098     | 38,31      | 28,66    |
| Colunga      | 3.908     | 97,57      | 40,05    |
| Nava         | 5.511     | 95,81      | 57,52    |
| Sariego      | 1.328     | 25,73      | 51,61    |
| Villaviciosa | 14.520    | 276,23     | 52,56    |

## Ruta turística
La Fundación de la Comarca de la Sidra ofrece a sus visitantes una manera didáctica y original de conocer el mundo de la manzana y la sidra mediante una ruta turística.
La Ruta de la manzana y la sidra tiene como fin conocer el cultivo del manzano y la elaboración del a Sidra, así como fomentar el valor ecológico, paisajístico y patrimonial de estas actividades.
El recorrido incluye la visita al Museo de la Sidra, una pomarada (plantación de manzanos) y un llagar (bodega de sidra), existe también la opción de almuerzo con un menú de bienvenida (entrante, primer plato, postre, pan y bebida, todo ello con platos típicos asturianos). Esta visita se realiza los viernes en horario de 10:30 a 18:00 (sujeto a disponibilidad) y el punto de partida es el Centro de Recepción de Visitantes de Nava. Es necesario un mínimo de 2 personas para hacer el recorrido y el transporte es por cuenta del usuario.